# Dedolaryzacja

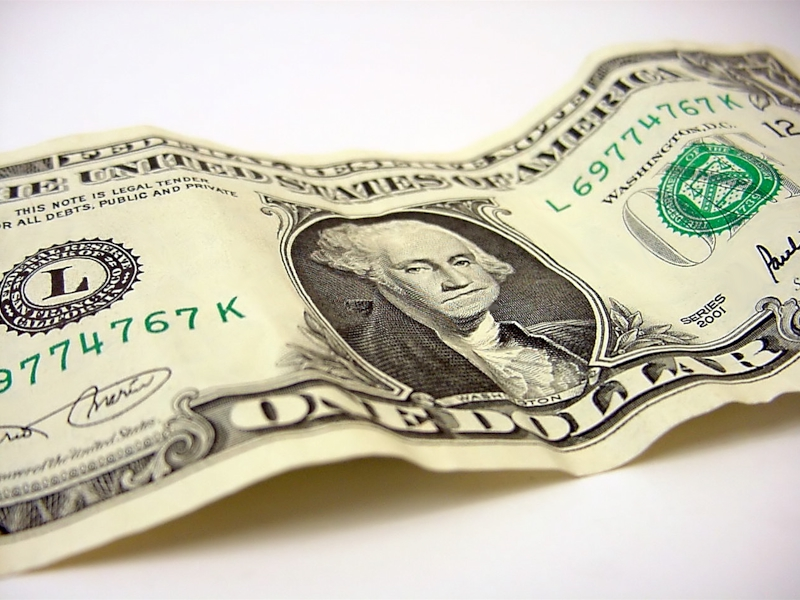

Dedolaryzacja – proces mający na celu zminimalizowanie znaczenia dolarów amerykańskich w transakcjach międzynarodowych.
Proces nasilił się na szeroką skalę w XXI wieku. Przede wszystkim jest związany ze wzrostem wykorzystywania juana w transakcjach międzynarodowych. Zaczęto nim płacić w wymianach między rozwijającymi się krajami afrykańskimi a Chinami. Podobnie Iran i Federacja Rosyjska przyjmują zapłatę za ropę w juanach, zamiast do tej pory używanych dolarach. Złożono również projekt rezygnacji z dolara na terenie Wspólnoty Niepodległych Państw. 

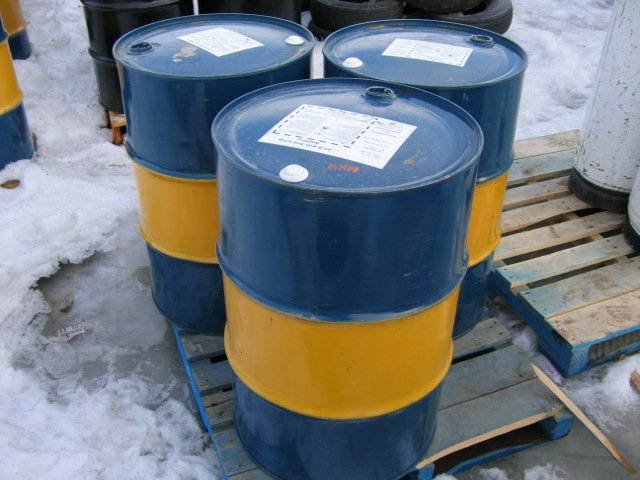
Dolar miał swego czasu ważną pozycję na świecie, z racji rozliczania w nim przez wszystkie kraje transakcji za ropę i z tego powodu związane z tym dochody zwane były petrodolarem

Innym pomysłem jest wykorzystanie zamiast dolara, nowej waluty międzynarodowej, np. specjalnie stworzonej albo SDR.

## Dedolaryzacja na świecie
Od 2018 roku istnieją denominowane w yuanach futures na ropę naftową.
We wrześniu 2018 roku ekonomiści Banku Światowego ogłosili, że proces dedolaryzacji na świecie został rozpoczęty i nie można go już zatrzymać.
Dedolaryzacja dotknęła też w 2019 i 2020 wiele banków centralnych krajów. Według Jeff-a Curie(w wypowiedzi dla Bloomberga), szefa analiz rynków surowcowych Goldman Sachs zakup złota przez banki centralne jest najwyższy od czasów Nixona.
W 2025 roku, podczas drugiej kadencji Donalda Trumpa, wiele krajów zaczęło odchodzić od dolara amerykańskiego jako rezerwy walutowej. Zbiega się to z rozpoczęciem przez USA prowadzenia izolacjonistycznej polityki zagranicznej i nieprzewidywalnej polityki gospodarczej.

## Dedolaryzacja w Europie
Na koniec czerwca 2019 r. Wielka Brytania, Francja, Niemcy ogłosiły uruchomienie instrumentu wspierania wymiany handlowej (mechanizm transakcji finansowych) INSTEX (Instrument in Support of Trade Exchanges). Od 28 czerwca mechanizm jest dostępny dla wszystkich krajów wspólnoty. Wkrótce skorzystać z niego mają także firmy z innych państw.
Obecnie INSTEX to pośredni system płatności, który zapewnia wymianę towarów(bez przekazywania pieniędzy) między firmami z Iranu oraz wspólnoty europejskiej. Pozwala on obejść amerykańskie ograniczenia dotyczące zakupu irańskiej ropy. Dzięki niemu Iran będzie nadal dostarczał ropę i inne towary do Europy. INSTEX prześle pieniądze za nie, nie irańskim bankom, ale europejskim firmom eksportującym produkty do Iranu. Obecnie tymi produktami mogą być leki, sprzęt medycznym i produkty rolne. Zakres produktów dostarczanych w ten sposób Iranowi ma zostać rozszerzony.